# Būshād
Būshād (persiska: بوشاد, Bowshād, Beshād, Baushād) är en ort i Iran.   Den ligger i provinsen Khorasan, i den östra delen av landet, 800 km öster om huvudstaden Teheran. Būshād ligger 1 853 meter över havet och antalet invånare är 170.
Terrängen runt Būshād är kuperad åt sydväst, men åt nordost är den platt. Runt Būshād är det glesbefolkat, med 12 invånare per kvadratkilometer. Närmaste större samhälle är Bīrjand, 15,1 km nordväst om Būshād. Trakten runt Būshād är ofruktbar med lite eller ingen växtlighet.